# Nationalliga A (Eishockey) 1978/79
Die Saison 1978/79 war die 41. reguläre Austragung der Nationalliga A, der höchsten Schweizer Spielklasse im Eishockey. Zum insgesamt sechsten Mal in seiner Vereinsgeschichte wurde der SC Bern Schweizer Meister, während der HC Sierre in die NLB abstieg.

## Modus
In einer gemeinsamen Hauptrunde spielte jede der acht Mannschaften in vier Spielen gegen jeden Gruppengegner, wodurch die Gesamtanzahl der Spiele pro Mannschaft 28 betrug. Der Erstplatzierte der Hauptrunde wurde Meister. Der Letztplatzierte der Hauptrunde stieg in die NLB ab. Für einen Sieg erhielt jede Mannschaft zwei Punkte, bei einem Unentschieden einen Punkt. Bei einer Niederlage erhielt man keine Punkte.

## Hauptrunde

### Abschlusstabelle
| Pl. | Team                 | Sp. | S  | U | N  | Tore    | Pkt. |
| --- | -------------------- | --- | -- | - | -- | ------- | ---- |
| 1.  | SC Bern              | 28  | 17 | 6 | 5  | 138:85  | 40   |
| 2.  | EHC Biel             | 28  | 16 | 3 | 9  | 136:102 | 35   |
| 3.  | SC Langnau           | 28  | 16 | 2 | 10 | 115:107 | 34   |
| 4.  | EHC Kloten           | 28  | 14 | 2 | 12 | 131:106 | 30   |
| 5.  | Lausanne HC          | 28  | 11 | 3 | 14 | 113:137 | 25   |
| 6.  | EHC Arosa            | 28  | 10 | 4 | 14 | 100:114 | 24   |
| 7.  | HC La Chaux-de-Fonds | 28  | 11 | 2 | 15 | 102:121 | 24   |
| 8.  | HC Sierre            | 28  | 5  | 2 | 21 | 85:148  | 12   |

### Meistermannschaft des SC Bern
| Schweizer Meister SC Bern | Torhüter: Roland Gerber, Daniel Hirt, Jürg Jäggi Verteidiger: Ladislav Benacka, Jürg Bigler, Andreas Gurtner, Ueli Hofmann, Beat Kaufmann, Hugo Leuenberger Angreifer: Roland Dellsperger, Riccardo Fuhrer, Renzo Holzer, Jarmo Koivunen, Samuel Lappert, Serge Martel, Rolf Mäusli, Lauri Mononen, Peter Ronner, Jürg Schneeberger, Bernhard Wist, Bruno Wittwer, Fritz Wyss, Bruno Zahnd Cheftrainer: Xaver Unsinn |